# Тупичівська сільська рада
Тупи́чівська сільська́ ра́да — адміністративно-територіальна одиниця та орган місцевого самоврядування в Городнянському районі Чернігівської області. Адміністративний центр — село Тупичів.

## Загальні відомості
Тупичівська сільська рада утворена у 1931 році.
- Територія ради: 60,337 км²
- Населення ради: 2 219 осіб (станом на 2001 рік)

## Населені пункти
Сільській раді підпорядковані населені пункти:
- с. Тупичів
- с-ще Тополівка

## Склад ради
Рада складається з 18 депутатів та голови.
- Голова ради: Шовкова Лариса Миколаївна
- Секретар ради: Феськовець Ганна Олександрівна

### Керівний склад попередніх скликань
| Прізвище, ім'я, по батькові | Основні відомості                                                 | Дата обрання | Дата звільнення |
| --------------------------- | ----------------------------------------------------------------- | ------------ | --------------- |
| Шовкова Лариса Миколаївна   | Сільський голова, 1967 року народження, освіта вища, позапартійна | 26.03.2006   | 31.10.2010      |
| Шовкова Лариса Миколаївна   | Сільський голова, 1967 року народження, освіта вища, позапартійна | 31.10.2010   |                 |

Примітка: таблиця складена за даними сайту Верховної Ради України

### Депутати
За результатами місцевих виборів 2010 року депутатами ради стали:

#### За суб'єктами висування
| Суб'єкт висування | Кількість обраних депутатів | %    |
| ----------------- | --------------------------- | ---- |
| Самовисування     | 8                           | 44,4 |
| Народна партія    | 5                           | 27,8 |
| Партія регіонів   | 3                           | 16,7 |
| Єдиний Центр      | 2                           | 11,1 |

#### За округами
| № округу        | Прізвище, ім'я, по батькові    | Дата визнання обраним | Освіта  | Партійна приналежність | Відомості про обраного депутата          |
| --------------- | ------------------------------ | --------------------- | ------- | ---------------------- | ---------------------------------------- |
| Єдиний Центр    |                                |                       |         |                        |                                          |
| 3               | Дорошко Людмила Петрівна       | 03.11.2010            | вища    | член Народної партії   | приватний підприємець                    |
| 16              | Батуринець Тамара Афанасіївна  | 03.11.2010            | вища    | позапартійна           | пенсіонер                                |
| Народна Партія  |                                |                       |         |                        |                                          |
| 2               | Сорва Ольга Ісаківна           | 03.11.2010            | вища    | позапартійна           | Тупичівська лікарня, медсестра           |
| 4               | Сухицька Євгенія Іванівна      | 03.11.2010            | вища    | позапартійна           | СТОВ «Тупичівське», завскладом           |
| 10              | Навицька Любов Вікторівна      | 03.11.2010            | вища    | позапартійна           | Тупичівська лікарня, фельдшер            |
| 13              | Коптіль Світлана Дмитрівна     | 03.11.2010            | вища    | член Народної партії   | Тупичівська сільська рада, секретар      |
| 18              | Канадиб Оксана Вікторівна      | 03.11.2010            | вища    | позапартійна           | Тупичівська загальноосвітня школа, кухар |
| Партія регіонів |                                |                       |         |                        |                                          |
| 1               | Махаринов Олександр Васильович | 03.11.2010            | вища    | позапартійний          | Тупичівська газова дільниця, майстер     |
| 6               | Феськовець Ганна Олександрівна | 03.11.2010            | вища    | член Партії регіонів   | Тупичівська лікарня, бухгалтер           |
| 14              | Лебенок Віра Володимирівна     | 03.11.2010            | вища    | позапартійна           | Тупичівське ССТ, продавець               |
| Самовисування   |                                |                       |         |                        |                                          |
| 5               | Аніщенко Тетяна Антонівна      | 03.11.2010            | вища    | позапартійна           | Тупичівська лікарня, медсестра           |
| 7               | Жиженко Олексій Миколайович    | 03.11.2010            | середня | позапартійний          | СТОВ «Тупичівське», тракторист           |
| 8               | Майсюк Валентина Іванівна      | 03.11.2010            | вища    | позапартійна           | Тупичівське ССТ, продавець               |
| 9               | Ситник Віктор Володимирович    | 03.11.2010            | вища    | член Партії регіонів   | приватний підприємець, працівник         |
| 11              | Кравець Наталія Іванівна       | 03.11.2010            | вища    | член Народної партії   | Ковалівський спиртзавод, комірник        |
| 12              | Томаш Олексій Анатолійович     | 03.11.2010            | середня | член Народної партії   | ФГ «Соната», тракторист                  |
| 15              | Майсюк Юрій Миколайович        | 03.11.2010            | вища    | позапартійний          | тимчасово не працює                      |
| 17              | Ситник Ірина Миколаївна        | 03.11.2010            | вища    | позапартійна           | Ковальовський спиртзавод, апаратник ХВО  |